# Gheorghe Ichim

Gheorghe Ichim s-a născut pe 6 octombrie 1983 în satul Copăceni, Sîngerei.
A studiat la școala din Copăceni, Sîngerei, Republica Moldova. Ulterior merge la Colegiul Republican de Informatică și Drept unde își face studiile în domeniul dreptului. Urmează Universitatea de Stat din Moldova, obținînd licența în Drept Public în 2006.